# Providence (Alabama)
Providence es un pueblo ubicado en el condado de Marengo en el estado estadounidense de Alabama. En el censo de 2000, su población era de 311.

## Demografía
En el 2000 la renta per cápita promedia del hogar era de $ 33.542$, y el ingreso promedio para una familia era de 39.375$. El ingreso per cápita para la localidad era de 19.382$. Los hombres tenían un ingreso per cápita de 38.750$ contra 24.821$ para las mujeres.

## Geografía
Providence está situado en 32°20′56″N 87°46′42″O / 32.34889, -87.77833 (32.348986, -87.778309).
Según la Oficina del Censo de los EE. UU., la ciudad tiene un área total de 1.77 millas cuadradas (4.58 km²).